# Metal Blade Records
Metal Blade Records je americké hudební vydavatelství založené Brianem Slagelem v roce 1982. Vydavatelství se zaměřuje hlavně na heavy metalovou hudbu. Mezi distributory vydavatelství patří RED Distribution v USA a Sony Music Entertainment v Kanadě.
Mezi nejznámější kapely, které u vydavatelství vydávaly, nebo vydávají svá alba patří DragonForce, The Goo Goo Dolls, Amon Amarth, As I Lay Dying, Behemoth nebo The Black Dahlia Murder.